# 德尔讷
德尔讷（荷蘭語：Deurne）是荷蘭的一個市鎮，位於荷蘭南部，在行政區劃上屬於北布拉班特省。德尔讷在模板錯誤：參數項只能填寫數字。有人口32,437，面積118.36 km2（45.70 sq mi）。

## 外部連結
- 维基共享资源上的相關多媒體資源：德尔讷
- Official website （页面存档备份，存于）